# Java Transaction API
Java Transaction API (JTA) — API, для поддержки транзакций, входящее в стандарт серверной платформы для языка программирования Java – Jakarta EE. Определяет взаимодействие между менеджером транзакций и другими участниками распределённой транзакционной системы. Спецификация API разработана в рамках Java Community Process в качестве JSR 907.
Обеспечивает разделение границ транзакции, а также API к стандарту X/Open XA, описывающему взаимодействие ресурсов в транзакциях. В архитектуре X/Open XA менеджер транзакций или монитор обработки транзакций координирует операции к множественным ресурсам, таким как базы данных. У каждого ресурса есть свой собственный менеджер. Менеджер ресурса, как правило, имеет собственный API для манипулирования ресурсом, например, для управления реляционными СУБД используются интерфейсы JDBC. Кроме того, менеджер ресурса взаимодействует с монитором обработки транзакций, для координации распределённых транзакций между собственным ресурсом и другим ресурсами, а также взаимодействует с монитором обработки транзакций для начала, перепоручения или отката транзакций.